# Peter Norman
Peter George Norman (né le 15 juin 1942 à Coburg, mort le 3 octobre 2006 à Melbourne) est un athlète australien, cinq fois champion d'Australie et médaillé d'argent aux Jeux olympiques d'été de 1968 à Mexico. Sur le podium du 200 m à Mexico, le 16 octobre 1968, Norman s'est solidarisé avec Tommie Smith et John Carlos en portant un badge contre la ségrégation raciale et en leur suggérant de partager une paire de gants noirs lorsque ceux-ci ont levé le poing devant le monde entier.

## Biographie

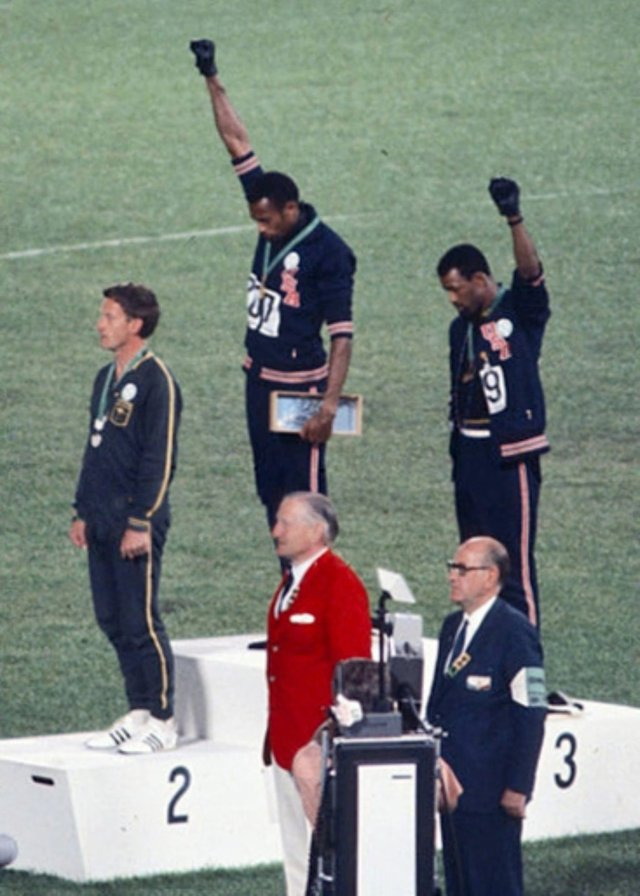
Podium du 200 m des Jeux olympiques de 1968 : poings levés, les Américains Tommie Smith et John Carlos et Peter Norman. Tous les trois arborent sur le cœur le badge blanc du Projet olympique pour les droits de l’Homme (OPHR). Photo de John Dominis.

Peter Norman doit sa renommée à sa médaille d'argent sur 200 mètres lors des Jeux olympiques d'été de 1968 le 18 octobre à Mexico. L'or et le bronze sont attribués respectivement aux Américains Tommie Smith et John Carlos. Sur le podium, lors de l'hymne américain, Smith et Carlos, lèvent un poing ganté de noir pour protester contre le racisme et plus précisément la condition du peuple noir aux États-Unis. Les deux hommes sont exclus des Jeux à vie pour ce geste. 
Seul Norman a pu rester à Mexico, non sans avoir reçu un avertissement de Judy Patching, responsable de l'équipe australienne. En effet, Norman a clairement soutenu les deux athlètes noirs en portant un badge de soutien à leur cause (Olympic Project for Human Rights), lui-même étant contre la politique de l'Australie blanche. C'est aussi lui qui leur a suggéré, alors que Carlos avait oublié ses gants, de partager la même paire (ce qui explique que Smith a le poing droit ganté, Carlos le gauche). Par la suite, Norman subit un véritable ostracisme de la part des autorités sportives de son pays. Ainsi, malgré d'excellents résultats (troisième) aux épreuves de sélection pour l'équipe d'athlétisme des Jeux olympiques d'été de 1972, il n'est pas sélectionné.
Norman n'a pas été convié aux Jeux olympiques d'été de 2000 de Sydney  par les autorités organisatrices australiennes, il a cependant fait partie de l'événement après avoir été invité par les Américains quand ils ont entendu que son pays avait omis de le faire. 
Le 17 octobre 2003, l'université d'État de San José inaugure une statue commémorant la protestation de 1968. Norman n'est pas visible sur la statue elle-même car sa place sur le podium est destinée au passant pour qu'il « prenne position ». Invité à l'inauguration, il prononce un discours lors de la cérémonie.

Norman déclare au sujet de l'événement de Mexico, un an avant sa mort : 

« J'étais comme un caillou jeté dans une mare, et l'onde de choc continue de se propager. (...) J'étais heureux de m'identifier avec lui (Smith) et aux valeurs qu'il défendait ainsi. »

Norman meurt d'une crise cardiaque à Melbourne le 3 octobre 2006 à l'âge de 64 ans. Sa mort a été annoncée par Danny Corcoran, le directeur exécutif de l'athlétisme australien. À l'annonce de son décès, John Coates, président du Comité olympique australien (AOC), a indiqué que Norman « a toujours été un athlète pour qui la justice sociale est importante ». Tommie Smith et John Carlos font le voyage vers Melbourne pour assister à ses obsèques et portent son cercueil. Son neveu, Matt Norman, a alors expliqué : 

« Cela avait un sens qu'ils soient une dernière fois réunis. Ils étaient liés à vie par cette posture de Mexico et Peter partageait entièrement les convictions des deux autres sprinteurs sur l'égalité entre les hommes et la lutte contre le racisme. Il était très croyant, issu d'une famille engagée depuis des générations dans l'Armée du salut. Et l'ostracisme dont souffraient les Noirs d'Amérique n'était pas sans lui rappeler l'affreuse condition des Aborigènes en Australie qui ont attendu jusqu'en 1967 pour être considérés comme de vrais citoyens. Peter était sensible à tout cela. Et c'est en toute conscience et fierté qu'il s'est solidarisé avec les deux Américains. »

Peter Norman a été détenteur du record d'Océanie du 200 m, en 20 s 06, établi à Mexico, de 1968 à 2024.
Le neveu de Peter Norman, le réalisateur et acteur Matt Norman, a réalisé et produit un documentaire intitulé Salute (2008) sur les trois coureurs. 
L'écrivain français Jérôme Peyrat a écrit le roman Poing Noir (2018), une biographie romancée, en hommage à Peter Norman, à ses combats et à l'injustice dont il a fait l'objet. En 2019, ce roman est récompensé par le Prix Seligmann contre le Racisme (un prix récompensant une œuvre engagée contre l'intolérance, l'injustice et les discriminations).
Le 8 octobre 2019, une statue en son honneur est inaugurée près du stade Lakeside à Melbourne, sa ville d'origine.

## Palmarès
- Jeux olympiques d'été de 1968 à Mexico
  -  Médaille d'argent sur 200 mètres
- Jeux de l'Empire britannique et du Commonwealth de 1966 à Kingston
  -  Médaille de bronze au relais 4 × 110 yards